# Franco Cavallo
Franco Cavallo (Marano di Napoli, 3 gennaio 1929 – Cuma, 15 maggio 2005) è stato uno scrittore e poeta italiano, surrealista e nonsensista.

## Biografia
Di famiglia contadina, fece il liceo ad Aversa e a Napoli; abbandonò gli studi
in legge per dedicarsi alla letteratura, collaborando con Leonardo Sinisgalli alla rivista «Civiltà delle macchine» e poi scrivendo per «La Fiera Letteraria», «Caffè», «Tempo presente», e «Il Mattino», quindi dal 1958, trasferitosi a Roma, lavorò per la Rai (tra l'altro per il programma televisivo "Dante e i poeti contemporanei").
Nel 1962 la madre morì e nello stesso anno sposò Anna Gisondi (da cui ha avuto la figlia Mariella, nata nel 1964). Fondatore delle riviste «Ant.ed» (con Sebastiano Vassalli, Giorgio Bàrberi Squarotti e altri), e del Premio «Argentario» (dal 1966) è rimasto a Roma come giornalista della stampa e televisivo fino al 1970 quando, tornato nel napoletano si è trasferito in campagna, lavorando da sé la terra, fuori dal giro romano dei poeti di professione, ma poi fondando «Altri Termini» (con Felice Piemontese, la rivista avrà 4 serie: 1972-1974, 1975-1977, 1983-1988 e 1990-1992), sorta di officina dello sperimentalismo letterario napoletano, e i «Quaderni di colibrí» (1979-1980), mentre compose anche antologie: Zero: testi e anti-testi di poesia (Napoli: Altri Termini, 1975), Uno (con Franco Capasso, 1978), Poesia italiana della contraddizione (con Mario Lunetta, Roma: Newton Compton, 1989), Coscienza & evanescenza: antologia di poeti degli anni ottanta (Napoli: Società ed. napoletana, 1986) e i saggi raccolti in L'animale anomalo (1992).
Soprattutto però si dedicò alla poesia, raccogliendo i propri versi in diverse raccolte da Fétiche (1969) a Nuove frammentazioni (1999, Premio Montano nel 1999 e Premio Feronia nel 2000), fino a Nuvole e angoscia (2001), qualche traduzione dal francese e a qualche libro di prose.
Di lui si sono occupati illustri critici e poeti, come Giorgio Caproni, Cesare Vivaldi, Dario Bellezza, Pier Paolo Pasolini, Silvio Ramat, Giuseppe Conte, Luciano Anceschi, Leonardo Sinisgalli, Luigi Fontanella, Raffaele Manica, Francesco Muzzioli ecc.

## Opere

### Poesia
- Fétiche 1958-1967, Parma: Guanda, 1969
- I nove sensi, Parma: Guanda, 1971
- Veroniche. Le sedie dell'isterismo, Napoli: Il centro, 1972
- Rien ne va plus, Napoli: Sic, 1974
- Flusso, Marano: Altri Termini, 1976
- Frammentazioni, Marano: Altri Termini, 1979
- Ziggurat, Marano: Altri Termini, 1979
- L'alfabeto dei numeri, Marano: Altri Termini, 1981
- Falkland Maldive e Tamara Bum, Chiuduno: Fétiche editions, 1983
- L'anno del Capricorno, Roma: Carte segrete, 1985
- La nascita del Principe, Piacenza: Vicolo del Pavone, 1988
- Haeretica poesis, Salerno: Ripostes, 1989
- À rebours, prefazione di Giorgio Patrizi, Roma: Il Ventaglio, 1992
- Frammenti dell'horror vacui, Marano: Altri Termini, 1995
- Rien ne va plus, 1995
- Blues del mar Rosso, Roma: Fermenti, 1998
- Nuove Frammentazioni, nota critica di Giuliano Gramigna, Verona: Anterem, 1999
- Nuvole e angoscia, Cosenza: Orizzonti Meridionali, 2001

### Saggi
- Paesaggio flegreo, Padova: Rebellato, 1957
- I percorsi della scrittura: trent'anni di letteratura in Italia, a cura di Franco Cavallo e Mario Lunetta, Napoli: Istituto italiano per gli studi filosofici, 1988
- L'animale anomalo, Marano: Altri Termini, 1992

### Narrativa
- Festival, Brescia: Shakespeare & Company, 1982
- La forma buia del vento, Marano: Altri Termini, 1983
- Le memorie del Professor Zarathustra, Napoli: Sen, 1987
- Appunti di storia patria, Napoli: Fax-binder, 1995
- Racconti volanti e altri racconti, Lecce: Manni, 1996
- Napoli mon amour, Napoli: Socrate, 2004

### Traduzioni
- Tristan Corbière, Gli amori gialli, Parma: Guanda, 1965
- Pierre Reverdy, La maggior parte del tempo, Parma: Guanda, 1966
- Max Jacob, Il laboratorio centrale, Parma: Guanda, 1969
- Michel Leiris, Inno e altre poesie, in «Arte e Poesia», n. 2-3, marzo-giugno 1969; poi come Inno e altri versi, in «Altri Termini», n. 2, IV serie, aprile 1991
- Benjamin Péret, Il passeggero del transatlantico, Napoli: Sic, 1973
- Philippe Soupault, Altrove; Ancora la luna; Polveri in «Altri Termini», n. 6, ottobre 1974
- Jacques Roubaud, Frammenti, in «Altri Termini», n. 2, IV serie, aprile 1991